# Олексинці (Прилуцький район)
Олекси́нці — село в Україні, у Прилуцькому районі Чернігівської області. Населення близько 300 осіб. Входить до складу Срібнянської селищної громади.

## Географія
Розташовано на р. Лисогорі, за 5 км від центру громади і за 30 км від залізнич. ст. Талалаївка.

## Історія
Біля села виявлені поселення ранньої залізної доби (1 тис. до н. е.).

### Адміністративна історія
Село вперше згадується у 1666 році. Входило до складу Срібнянської сотні Прилуцького полку Гетьманщини, а з 1761 — до Друго-Варвинської сотні Прилуцького полку. Після скасування автономії Війська Запорізького Російською імперією село у 1782 році ввійшло до складу Глинського повіту. У 1796 році село було віднесено до Прилуцького повіту.
У складі УНР також перебувала у Прилуцькому повіті.
Після проголошення радянської влади село увійшло до складу Срібнянського району Прилуцького округу.

### Гетьманщина
1666-38 госп. селян, з них 18 госп. «орали на 4-х волах» та 20 госп. — «на 2-х волах»; козаки не показані. Вільне військове село, «до ратуші Срібнянської прислушаюче».
1730 надане на ранг Генеральному Обозному Якову Лизогубу.
1740 — 18 дворів (20 хат) селян, 26 дворів (27 хат) козаків. Після смерті Якова Лизогуба село залишалося вільним, 1752 Гетьман України Кирило Розумовський приділив його Генеральному Осавулу Якову Якубовичу.
Після його смерті (1758) удова 1763 розділила спадщину між дітьми — Олексинці дісталися майбутньому прилуцькому полковнику Олександру Якубовичу, якими він володів до своєї смерті (близько 1810).
1780 налічувалося 48 дворів (69 хат) селян, 2 двори (6 хат) підсусідків, 36 дворів (60 хат) козаків.

### Період Російської імперії
1797 наліч. 437 душ чол. статі податкового населення; діяв храм Різдва Христового(з дерева, перша ц-ва збудована до 1666).
Найбільш ранне знаходження на мапах 1800 рік
1859 — 165 дворів, 1229 ж.
У 1861-64 рр. селяни підпорядковані Березівському Волосному правлінню тимчасовозобов'язаних селян, а козаки села — Березівському Волосному правлінню відомства Палати державного майна.
Після реорганізації волостей, Олексинці 1867 увійшли до нової Срібнянської волості 2-го стану.
1886 в селі було 99 дворів козаків, 92 двори селян-власників, 4 двори міщан та ін., 202 хати, 1114 ж.; діяли: нова дерев, ц-ва (1853), земське початкове однокласне училище (засн. 1863, у віданні земства з 1874), заїжджий двір, 2 шинки, крамниця, кузня, 19 вітряків, 5 олійниць, ґуральня .
У 70-80 рр. 19 ст. землевласником в О. був поручик П. М. Гудим-Левкович.
На 1903 в селі було близько 1200 мешканців (1900 року - 1175), коло 20 вітряних млинів, кілька олійниць. При селі знаходиться маєток графині А. П. Гудим-Левковича «Олексинці» площею понад 820 десятин. В господарстві застосовують шести-, семи-, дев"ятипольні сівозміни. В маєтку розводять свиней — метисної місцевої та йоркширської породи. В маєтку працює олійний завод, що щорічно переробляє понад 70 пудів олійного насіння. При Олексинцях з 1884 р. працює млин Кривицького зі щорічним намолом зерна на 3 тис. руб.
1910 налічувалось 220 госп., з них козаків — 122, селян — 87, євреїв — 1, ін. непривілейованих — 4, привілейованих-6, наліч. 1436 ж., у тому числі 6 теслярів, 8 кравців, 9 шевців, 1 столяр, 1 чинбар, 91 ткач, 46 поденників , 17 займалися інтелігентними та 98 — ін.неземлеробськими заняттями, все ін. доросле населення займалося землеробством. 2150 дес. придатної землі. Діяли: дерев. Христоріздвяна ц-ва (закрита за часів рад. влади), земське початкове однокласне училище, яке містилося в будинках, побудованих 1879 і 1911-12 рр., у ньому навчалося 85 хлопч. і 43 дівчини (1912); крім того, працювали школа грамоти (1912), млин з просорушкою та шерстівкою з гасовим двигуном.
Землевласниками були поміщики: І. П. Барановський, С. Л. Рекало, М. П. Власова.
Станом на 1911 рік - село Олексинці Срібнянської волості Прилуцького повіту Полтавської губернії, населення 1188 осіб.

### Радянський період
У 1923 році Олексинці стали центром сільради. 1925 року в селі було 275 дворів і 1422 мешканці, а 1930—273 двори і 1404 мешканці, 1996 року — 181 двір і 459 мешканців.
Наприкінці 1920-х — на початку 1930-х років в Олексинцях Срібнянського району поширювалися листівки українського підпілля із закликом: 
| Організовуйте осередки,щоб заснувать на Україні організацію СВУ РВ і негайно заснувать [...] організація вдарить по колективізації та провалить її, бо це нещастя. |
Під час колективізації у січні 1930 року в селі формується підпільна антикомуністична група, що пов'язана з отаманом Лукою Кліткою.
Населення села постраждало під час Голодомору 1932—1933 років.
Восени 1941 село було зайняте німецькими військами. Староста села захищав мешканців від зловживань окупантів. Так, зокрема, олексинчани, які були у списках на арешт 1943 року були попереджені та мали змогу сховатися[джерело?].
У 1943 році село було відвойоване від німецьких військ, і в селі була проведена мобілізація до Червоної армії[джерело?]. На фронтах Другої світової війни загинули більше сотні мешканців села[джерело?].

### Незалежна Україна
Після проголошення незалежності України через економічну кризу початку 1990-х років економічне становище у селі погіршилось, а жителі почали виїжджати з села[джерело?]
До 2017 року орган місцевого самоврядування — Олексинська сільська рада, якій були підпорядковані села Васюків, Антішки.

## Населення

### Мова
Розподіл населення за рідною мовою за даними перепису 2001 року:
| Мова       | Кількість | Відсоток |
| ---------- | --------- | -------- |
| українська | 409       | 97.56%   |
| російська  | 9         | 2.20%    |
| білоруська | 1         | 0.24%    |
| Усього     | 410       | 100%     |

## Уродженці села
- Білан Юрій Якович (1902—1963) — доктор історичних наук, професор Київського університету імені Тараса Шевенка.
- Бойко Іван Іванович — старший агроном Укрплодоовочтрактороцентру (м. Харків) у 1930-х роках. Учасник Білого руху 1918—1920, офіцер Армії УНР. В'язень Соловецького концтабору[11].
- Желіба Олександр Володимирович (1975) — український геральдист, педагог. Народився в Олексинцях.